# Ла Серена
Вижте пояснителната страница за други значения на Ла Серена.
Ла Серена (на испански: La Serena) е град в Чили. Намира се на 471 km на север от столицата Сантяго. Населението на Ла Серена е 147 815 жители (2002 г.). Градът е основан на 4 септември 1544 г., което го прави третият най-стар град в Чили.

## Известни личности
Родени в Ла Серена
- Алберто Гереро (1886 – 1959), композитор
- Хосе Торибио Мерино (1915 – 1996), адмирал